# Vincent Bonneau
Jean-Pierre Vincent Bonneau, né le 23 mai 1785 à Toulouse et mort le 5 mars 1856 à Villemétrie près de Senlis est un personnage de la Restauration française. Successivement employé du ministère des postes, directeur général des prisons, agent secret de la police politique du préfet de police légitimiste Guy Delavau, Vincent Bonneau devint surveillant général de la police secrète du royaume.
Son ascension sociale suivit le retour de la Congrégation, particulièrement lorsque Charles X succéda à Louis XVIII. Sous le gouvernement ultraroyaliste de Joseph de Villèle, il devint même l'un des hommes les plus puissants de France.
A la révolution des Trois glorieuses en 1830, il s'exila volontairement en Suisse, puis reparut à Senlis.

## Biographie

### Ascension sociale
Vincent Bonneau était le fils d'un tailleur d'habits de Toulouse. Il avait l'apparence d'un porteur d'eau et ne reçut sans doute pas d'éducation raffinée, mais il fut habile dans les affaires.
Pendant le Consulat et le Premier Empire, il occupa un emploi au ministère des postes que son frère aîné, aide pharmacien à Paris, lui procura,.
En 1809 les ultraroyalistes avaient propagé la bulle Quum memoranda du pape Pie VII excommuniant Napoléon 1er et ses proches, et dès après la chute de l'Empire en 1814 le pape Pie VII avait rétabli l'Ordre de la Compagnie de Jésus dans le monde. C'était le début de la Restauration de la monarchie des Bourbons de France.
En 1816 Vincent Bonneau se maria avec Virginie Gobin et s'installa dans un appartement rue du Faubourg du Temple à Paris dont il orna le salon d'un buste de S. M. le roi Louis XVIII. Il devint cette année-là chef du bureau de François Franchet d'Esperey, lui-même chef du personnel aux postes, membre des Chevaliers de la Foi et préfet de la Congrégation. Lorsque son épouse décéda en 1818 elle déshérita les siens à son profit et il lui fit élever un monument au cimetière du Père-Lachaise
En 1819 le prêtre jésuite Pierre Ronsin relança la Congrégation qui retrouva son rôle politique passé, et cette congrégation fut un élément important du contexte de la réussite sociale de Vincent Bonneau. En 1820, il était lieutenant de la Garde Nationale de Paris sous les ordres du Colonel Sosthène de La Rochefoucauld, un partisan de la monarchie absolue et aide de camp de Charles X.
Les gardes nationales étaient alors dirigées par Charles X ; celle de Paris était à disposition du préfet de Police de Paris, Guy Delavau, lui aussi affilié aux Chevaliers de la Foi et à la Congrégation, et connu pour servir le réseau clérical jésuite soutenant la monarchie absolue.
Le ministère de la Police générale créé par le Directoire avait été dissout par Louis XVIII en 1818 pour être rattaché au ministère de l'Intérieur royaliste dont dépendrait Vincent Bonneau.
En 1822 il devint membre de la Congrégation à son tour, et à la mort de Louis XVIII en 1824, son ascension sociale reprit: lorsque Charles X nomma Joseph de Villèle, membre des Chevaliers de la Foi et de la Congrégation lui aussi, à la fonction de Président du Conseil des ministres, François Franchet d'Esperey devint alors directeur général de la police et créa pour Vincent Bonneau le poste d'inspecteur général des prisons et le fit « Surveillant général de la Police secrète du royaume ». Le cabinet noir (espionnage des courriers) était alors très actif.
Vincent Bonneau devint aussi le président d'une petite association de piété recréée par l'abbé Carron et qui s'adressait particulièrement aux commerçants, artisans, ouvriers, autant de recrues en puissance pour la police secrète.
Chateaubriand disait de la Congrégation: « je hais cette congrégation et ces associations hypocrites qui transforment mes domestiques en espions et qui ne cherchent à l'autel que le pouvoir. ».

### Procédés et affaires notables
A cette époque suivant l'assassinat du Duc de Berry, le régime de la Restauration réprimait les complots bonapartistes ou carbonaristes,.
Pour découvrir les conspirations contre la Restauration Vincent Bonneau avait l'habitude d'employer des agents provocateurs. Ces agents pouvaient ainsi tendre des pièges aux commerçants en leur commandant des représentations de Napoléon Bonaparte. Celles-ci étant alors considérées suspectes, s'ils acceptaient ils étaient condamnés à l'amende, s'ils refusaient ces agents pouvaient fabriquer des documents concernant ces fausses commandes et les utiliser comme preuves.
Lorsque M. Bonneau apprit de l'agent Chignard qu'il existait plusieurs dépôts considérables de fusils dans Paris, il l'autorisa à passer une fausse commande pour Simon Bolivar à un fournisseur. Un grand nombre de fusils furent ainsi rassemblés pour la livraison, prêts du coup à être saisis. Cette saisie fit rentrer dans les arsenaux pour 25 à 3o,ooo fr. de fusils et autres armes qui n'ont jamais été payés.
En 1822, dans l'affaire de la conspiration des 4 sergents de La Rochelle Vincent Bonneau soupçonnait le colonel Fabvier, baron de l'Empire, de favoriser leur évasion et employa alors des agents de la brigade de Deslauriers pour le suivre et organiser une arrestation spectaculaire. Mais finalement le colonel Fabvier ne fut pas reconnu coupable et quelques jours après il fut remis en liberté par ordre du procureur du roi, qui n'avait rien trouvé qui pût justifier ni motiver son arrestation, ni sa détention. Il observa même que la police avait outrepassé ses droits, et ses attributions.
En tant qu'inspecteur général des prisons, « Vincent Bonneau dirigeait tout à son gré et suivant son bon plaisir, et la prison de Bicêtre semblait être l'objet principal de ses affections ». D'après les sollicitations réitérées de M. Baron, aumônier de Bicêtre, il voulut bien consentir à faire bâtir une chapelle.
En 1824 il y avait environ cinq à six cents détenus dont cinq à six dans lesquels Vincent Bonneau avait la plus grande confiance. Lorsque les forçats avaient des mœurs, de la dévotion et quelques ressources, il les protégeait: au moment de leur départ pour les chaines, ceux-ci feignaient sur son ordre quelque maladie et Vincent Bonneau les rayait alors de la liste fatale. Ils étaient ensuite placés comme chefs d'atelier, brigadiers, sacristains à la chapelle, et leurs femmes, leurs maîtresses, les visitaient journellement.
Le QG de 7e sous-préfecture de la police secrète au 50 rue de Grenelle était dirigé sous les ordres suprêmes de Vincent Bonneau par Gilbert qui avait été condamné aux fers, pour faux en écritures de commerce, et détenu à Bicêtre ; il en était sorti sous sa protection six mois avant l'expiration de sa peine pour devenir son secrétaire.
Un nommé Leclerc, ayant été condamné aux fers pour un crime contre les bonnes mœurs jouissait de 3,ooo francs de revenu ; M. Simon, alors directeur de cette maison, reçu l'ordre de M. Bonneau de laisser sortir Leclerc quand il le voudrait.

### Apogée de sa carrière et consécration
A son traitement d'inspecteur général des prisons équivalent à 12000 Livres se rajoutaient 30000 Livres pour sa fonction de chef du 7e bureau de police et « Surveillant général de la Police secrète du Royaume ».
Vincent Bonneau avait alors des agents secrets pour surveiller jusqu'à Joseph de Villèle lui-même pourtant président du conseil des ministres du gouvernement de la Restauration. Ces agents  étaient chargés de surveiller les chefs de division, les chefs de bureau, les commis, en un mot tous les employés de la préfecture de police. Le préfet de police de Paris Guy Delavau ne « faisait rien sans le consulter ».
Vincent Bonneau était devenu un personnage important du réseau ultraroyaliste de la Congrégation. Il se servait de ses fonctions pour réserver à ses amis et affidés, en échange d'une partie de leur bénéfice, le monopole des fournitures des prisons.
En 1824, servant les ambitions de Sosthène de La Rochefoucauld, devenu ministre des beaux-arts du gouvernement Villèle, il devint un des principaux actionnaires et « dirigeants » du journal La Quotidienne, organe du gouvernement monarchique,,. Sosthène de La Rochefoucauld envisageait alors d'évincer Jacques-Joseph Corbière, ministre de l'intérieur.
Cette année là encore, le roi Louis XVIII lui accorda des lettres de noblesse et des armes parlantes qui sont comme la synthèse de sa curieuse carrière : « d'azur à la prison d'or accompagnée de deux croix d'argent à dextre et à senestre et sommée d'un œil au naturel » avec comme devise : a semet ipso merere. « Par son propre mérite ».
En 1825, sous le règne de Charles X, Jean-Pierre Vincent Bonneau fut fait officier de la Légion d'honneur. De 1823 à 1828 il est maire de Clichy,.
Habile mais honnête, Vincent Bonneau avait à cette époque trois comptes en banque : l'un chez l'ancien banquier de Napoléon I , Sanlot-Baguenault, l'autre chez M. de Juge, et le troisième chez César de la Panouse. Ce dernier aimait beaucoup Vincent Bonneau, et tous deux étaient membres du bureau de charité du faubourg Poissonnière. Sur les conseils de ce dernier il acheta à Crouy l'ancien parc du duc de Gesvres, y fit édifier un charmant château et revendit le tout. César de la Panouse fut nommé pair de France par Charles X en 1827.
Le 27 mai 1826, Vincent Bonneau, devenu chevalier de la Légion d'honneur se remaria avec Mlle Lucie Chardon. Les Chardon étaient une famille royaliste étroitement liée avec les La Rochefoucauld,.
Il l'installa dans son hôtel au 50 de la rue de Grenelle, le quartier général de la Police secrète et reçut depuis lors des invitations du nonce du Pape, de la famille de Villèle, etc.

### Fin de carrière officielle et retraite à Senlis

#### Fin de carrière officielle
Dans les années 1820 la police de la Restauration fut de fait une police politique. À Paris le préfet de police Guy Delavau affilié à la Congrégation employait d'anciens soldats de l'armée napoléonienne comme Louis Canler, mais aussi d'anciens détenus comme Eugène-François Vidocq pour infiltrer et espionner la population dans le but d'empêcher les conspirations contre la monarchie des Bourbons.
Aucune conspiration aboutit pendant cette époque, mais cette police avait éveillé des soupçons civiques.
De plus l'influence de la Congrégation et des jésuites avait trouvé ses opposants : en février 1826, François Dominique de Reynaud, comte de Montlosier, favorable à l'église gallicane et anciennement député de la noblesse d'Auvergne aux états généraux, publia un volume présenté à grand bruit à la chambre des pairs, et dans lequel il dénonça les congrégations religieuses et politiques, l'ultramontanisme, divers établissement des jésuites et l'esprit envahissant des prêtres sur l'autorité civile.
La conjoncture changeait et l'ordre des Chevaliers de la Foi fut dissout cette même année. Pour Vincent Bonneau la période faste était terminée.
En Janvier 1828 Charles X remplaça le gouvernement de l'ultraroyaliste Joseph de Villèle par celui du royaliste modéré Jean-Baptiste de Martignac. Celui-ci remplaça le préfet de police de Paris Guy Delavau par Louis-Marie de Belleyme qui donna un uniforme aux agents de police secrète, créa les sergents de ville en uniformes et supprima la police politique.
Vincent Bonneau démissionna de ses fonctions peu de temps après son deuxième mariage, mais à la demande de la famille La Rochefoucauld, le nouveau préfet de police de Paris Louis-Marie de Belleyme lui accorda une pension .
Lorsqu'en 1829 un ex-agent de police, M.Froment, écrivit la Police dévoilée on ne découvrit aucun « cadavre » dans la vie de Vincent Bonneau . En nous apprenant son élévation prodigieuse au rang d'Inspecteur général , Froment nous dit : « Bonneau est synonyme de complaisant », et peut-être connut-il d'autres « cadavres », ceux qui sont cachés dans le passé d'autrui. Vincent Bonneau avait commencé sa carrière à l'époque de la seconde terreur blanche et des verdets.
A la chute de Charles X en 1830 il suivit la famille royaliste de son épouse et émigra à Lucerne où il noua des relations lui permettant d'être reçu « Bourgeois de Lucerne » . Il hébergea Chateaubriand.
Après la Révolution de Juillet la fonction d'inspecteur général des prisons fut occupée par Charles Lucas.

#### Retraite à Senlis
Pendant l'exil de Charles X et après, Vincent Bonneau était encore très riche et fort en crédit parmi les partisans des Bourbons.
Son retour en France en 1834 coïncida la promulgation des grandes lois de sécurité politique sous la monarchie de Juillet et l'essor du conciliant tiers parti d'André Dupin.
Vincent Bonneau acheta « pour une bouchée de pain » une ancienne maison avec un joli parc à Villemétrie près de Senlis. Cette maison devint un centre de « défenseurs du trône et de l'autel » et de la Congrégation. Il y vécut considéré et honoré, il recevait, était reçu, et fit de larges charités. Néanmoins certains « libéraux » murmuraient qu'il y avait du mystère dans la vie de ce « clérical ».
Il décéda à Villemétrie le 10 mars 1856. Son image mortuaire porte en exergue ces mots : « Il passa en faisant le bien ».
Une part des archives de Vincent Bonneau avait été brûlée par lui-même vers la fin de sa vie, l'autre part destinée à l'être aussi a en fait été retrouvée après sa mort par des ouvriers.
En 1926 grâce à ces archives, le souvenir de Vincent Bonneau est ravivé à la séance du 2 février du Comité archéologique de Senlis par l'historien André de Maricourt.

## Littérature
Le chapitre VIII de la 2ᵉ partie de La fille de l'Aiglon, récit historique de Robert Gaillard aux Editions Fleuve Noir en 1969, se déroule à Villemétrie chez Vincent Bonneau alors âgé; la fille de l'Aiglon qui a quitté l'empire d'Autriche lors de la révolution autrichienne de 1848 pour s'installer à Paris et Senlis y a un entretien avec Vincent Bonneau qui lui demande de lui pardonner de l'avoir surveillée depuis 1837 et jusqu'à ce jour.
D'après André de Maricourt, dans le Comte de Monte-Cristo d'Alexandre Dumas, M. de Boville, inspecteur des prisons, ressemble à Vincent Bonneau.

## Titres et distinctions
- comte de Launoy
- Officier de la Légion d'honneur (1825)[45]
- commandeur de l'Ordre du Saint-Sépulcre
- commandeur de l'ordre de Saint-Lazare
- bourgeois de Lucerne